# Юниън (окръг, Ню Джърси)
Вижте пояснителната страница за други значения на Юниън.
Юниън (на английски: Union в превод „Съюз“) е окръг в щата Ню Джърси, САЩ. Окръг Юниън е част от Нюйоркския метрополен район и е с обща площ от 273 км² (105 мили²) и население от 522 541 жители (2000). Основан е през 1857 г. Град Елизабет е окръжният център на окръга.

## Съседни окръзи
- Есекс (Ню Джърси) – на север
- Хъдсън (Ню Джърси) – на изток
- Мидълсекс (Ню Джърси) – на юг
- Съмърсет (Ню Джърси) – на запад
- Морис (Ню Джърси) – на запад
- Ричмънд (Ню Йорк) – на изток